# Cupa Mondială de Baschet Masculin din 2019 - Grupa J
Grupa J de la Cupa Mondială de Baschet Masculin din 2019 a fost o grupă din etapa a doua din cadrul Cupei Mondiale de Baschet Masculin din 2019 care și-a desfășurat meciurile la Wuhan Gymnasium, Wuhan. Echipele din această grupă sunt cele care s-au clasat pe primele două locuri din grupele preliminare Grupa C și Grupa D. Echipele au jucat contra celorlalte două echipă din cealaltă grupă. După ce toate meciurile au fost jucate, primele două echipe din clasament s-au calificat în sferturile de finală, echipa de pe locul al treilea s-a clasat în zona locurilor 9-12, iar echipa de pe locul al patrulea s-a clasat în zona locurilor 13-16.

## Clasament
| Loc | Echipa      | MJ | V | Î | PM  | PP  | PD   | Pct | Calificare         |
| --- | ----------- | -- | - | - | --- | --- | ---- | --- | ------------------ |
| 1   | Spania      | 5  | 5 | 0 | 395 | 319 | +76  | 10  | Sferturi de finală |
| 2   | Serbia      | 5  | 4 | 1 | 482 | 331 | +151 | 9   | Sferturi de finală |
| 3   | Italia      | 5  | 3 | 2 | 431 | 371 | +60  | 8   |                    |
| 4   | Puerto Rico | 5  | 2 | 3 | 349 | 402 | −53  | 7   |                    |

## Meciuri

### Serbia vs. Puerto Rico
| 6 September 2019 16:30 |

| Raport |

| Serbia                                        | 90–47 | Puerto Rico                                                |
| Scorul pe sferturi: 23–14, 26–12, 22–13, 19–8 |       |                                                            |
| Pt: Bjelica 18 Rec: Jokić 10 Pase: Jović 9    |       | Pt: Huertas 20 Rec: Collier, Rodríguez 5 Pase: Rodríguez 4 |

### Spania vs. Italia
| 6 septembrie 2019 20:30 |

| Raport |

| Spania                                                | 67–60 | Italia                                            |
| Scorul pe sferturi: 18–18, 12–13, 20–17, 17–12        |       |                                                   |
| Pt: J. Hernangómez 16 Rec: Claver 9 Pase: Fernández 5 |       | Pt: Gallinari 15 Rec: Hackett 8 Pase: Belinelli 4 |

### Puerto Rico vs. Italia
| 8 septembrie 2019 16:30 |

| Raport |

| Puerto Rico                                                    | 89–94 (OT) | Italia                                          |
| Scorul pe sferturi: 24–13, 22–13, 18–24, 19–33, Overtime: 6–11 |            |                                                 |
| Pt: Balkman 14 Rec: Clemente 9 Pase: Rodríguez 5               |            | Pt: Belinelli 27 Rec: Abass 8 Pase: Gallinari 5 |

### Spania vs. Serbia
| 8 septembrie 2019 20:30 |

| Raport |

| Spania                                         | 81–69 | Serbia                                                  |
| Scorul pe sferturi: 13–20, 32–17, 22–19, 14–13 |       |                                                         |
| Pt: Rubio 19 Rec: Claver 7 Pase: Gasol 6       |       | Pt: Bogdanović 26 Rec: Bogdanović 10 Pase: Bogdanović 6 |